# Система нулевой обработки почвы

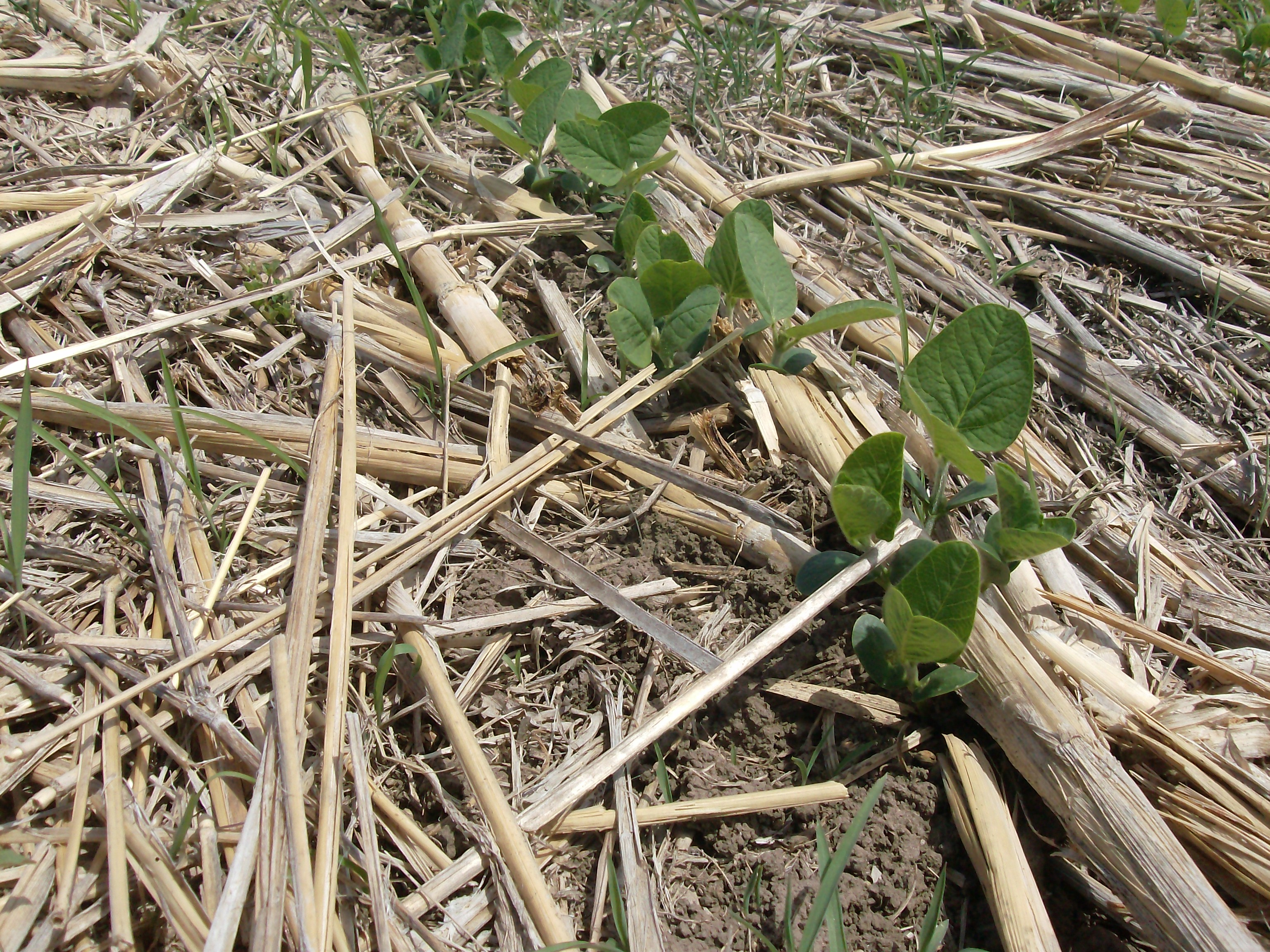
Соя в посеве по стерне зернового сорго.

Систе́ма нулево́й обрабо́тки по́чвы, также известная как No-Till (англ. не вспахивать), — современная система земледелия, при которой почва не обрабатывается, а её поверхность укрывается специально измельчёнными остатками растений — мульчей. Поскольку верхний слой почвы не рыхлится, такая система земледелия предотвращает водную и ветровую эрозию почвы, а также значительно лучше сохраняет воду.
Нулевую обработку почвы целесообразно применять в засушливых местностях, а также на полях, расположенных на склонах, в условиях влажного климата, а также в местностях, где традиционный способ земледелия с нарушением поверхностного слоя невозможен или запрещён.
Однако, для того, чтобы применение нулевой технологии было успешным, её необходимо дифференцировать в зависимости от почвенно-климатических условий региона, наличия соответствующих возможностей хозяйств и материально-технической базы.
Хоть урожайность при этой системе нередко ниже, чем при использовании современных методов традиционного земледелия, такая обработка почвы требует значительно меньших затрат работы и горючего. Нулевая обработка почвы — современная сложная система земледелия, которая требует специальной техники и соблюдения технологий и отнюдь не сводится к простому отказу от пахоты.

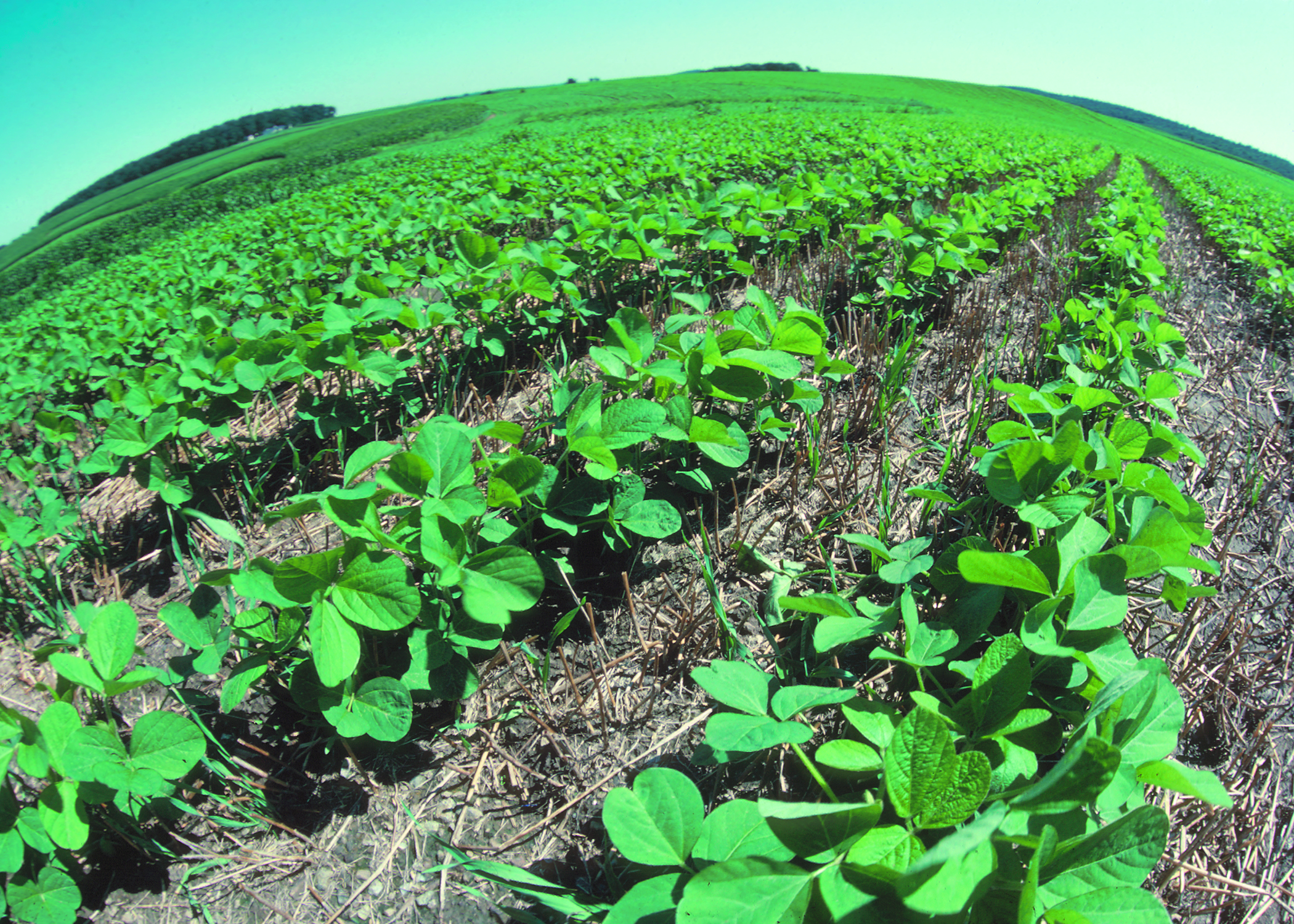
Молодые растения сои хорошо растут на остатках урожая пшеницы. Эта форма беспахотного земледелия обеспечивает хорошую защиту почвы от эрозии и помогает сохранить влагу для нового урожая.

## История
Родоначальником нулевой технологии земледелия в России является И. Е. Овсинский, который с 1871 года начал практические опыты по выращиванию сельскохозяйственных культур без глубокой вспашки. Книга «Новая система земледелия» с описанием этой технологии была издана трижды в 1902, 1905 и 1909 годах.
На Американском континенте (Канада, США) интерес к нулевой технологии возник в 1931—1935 годах после знаменитых пыльных бурь в Пыльном котле. Одновременно началось интенсивное внедрение прямого сева, первые машины были разработаны фирмой Massey Ferguson. В 1943 году была издана книга Э. Фолкнера с интригующим названием «Безумие пахаря».
В Великобритании интерес к этой технологии побудил Х. П. Аллена провести крупномасштабные исследования по данному вопросу, в результате чего в 1945 году появились первые научные публикации и отчёты, где были сделаны выводы о положительных результатах применения технологии прямого сева на территории Великобритании и рекомендованы к применению.
В Советском Союзе аналог нулевой технологии начал применяться с 1954 года после пыльных бурь в Северном Казахстане и Западной Сибири. Большой вклад в развитие этого направления внесли Т. С. Мальцев и А. И. Бараев. Однако эта технология не являлась «нулевой», так как предусматривала обработку почвы плоскорезами без оборота пласта с сохранением пожнивных остатков на поверхности почвы и получила название безотвальной обработки почвы. В соответствии с этими условиями и был разработан весь комплекс машин для ведения полевых работ. Из-за несовершенства машин и отсутствия серьёзных научных разработок и рекомендаций для основных сельскохозяйственных районов Советского Союза, применение технологии ограничилось в усечённом варианте вышеупомянутых регионов.
Резкое повышение цен на энергоносители в 1991—1995 годах побудило сельхозпроизводителей Бразилии, Аргентины и других стран (в основном на южноамериканском континенте) стремительно перейти на NO-TILL и добиться при этом столь значительных результатов в аграрном секторе, что позволило занять лидирующие позиции в мире в области сельскохозяйственного производства.
В мировом аграрном секторе нулевые технологии применяются на площади более 94 млн гектар, в основном на территории государств, занимающих лидирующие позиции в области производства сельскохозяйственной продукции (Канада, США, Бразилия, Аргентина, Новая Зеландия, Австралия и др). Основными сдерживающими факторами внедрения данной технологии на территории России являются относительно низкие цены на горюче-смазочные материалы и традиционный консерватизм, а также негативное отношение многих представителей аграрной науки. Но, несмотря на это, нулевая технология всё более активно используется сельхозпроизводителями (Северный Кавказ, Поволжье, Западная Сибирь).

## Распространение

Увеличение площадей земель, на которых ведут хозяйство по системе нулевой обработки почвы, в период с 1987 по 2002 год

| Страна           | Общая площадь обрабатываемых земель в тысячах гектаров | Площадь земель на которых используется система нулевой обработки почвы | % земель под нулевым возделыванием |
| ---------------- | ------------------------------------------------------ | ---------------------------------------------------------------------- | ---------------------------------- |
| США              | 113 700                                                | 23 700                                                                 | 20,8 %                             |
| Канада (2011)    | 29 542                                                 | 16662                                                                  | 56,4 %                             |
| Бразилия         | 38 400                                                 | 21 863                                                                 | 56,9 %                             |
| Аргентина (2011) | 28 000                                                 | 23 000                                                                 | 78,5 %                             |
| Канада           | 23 500                                                 | 13 400                                                                 | 57,0 %                             |
| Австралия        | 72 000                                                 | 9000                                                                   | 12,5 %                             |
| Парагвай         | 2200                                                   | 1500                                                                   | 68,2 %                             |
| Другие           | 579 000                                                | 4630                                                                   | 0,8 %                              |

## Технология

### Отказ от пахоты
В традиционной системе земледелия почва готовится к севу механической обработкой. С помощью разных операций земля обрабатывается для того чтобы создать семенное ложе с однородным рыхлым грунтом пригодным для использования обычных сеялок. Главной в этих операциях является пахота, с помощью которой в землю перемешиваются пожатвенные остатки, а поле зачищается от сорняков. Однако, при значительных затратах времени, работы и ресурсов, механическое возделывание почвы приводит к эрозии, а по обыкновению и к деградации почвы. Система нулевой обработки почвы основана на отказе от пахоты. Собственное её английское название англ. no-till означает «не пахать». Ненарушенная структура грунта к севу является важным компонентом технологии нулевой обработки почвы.

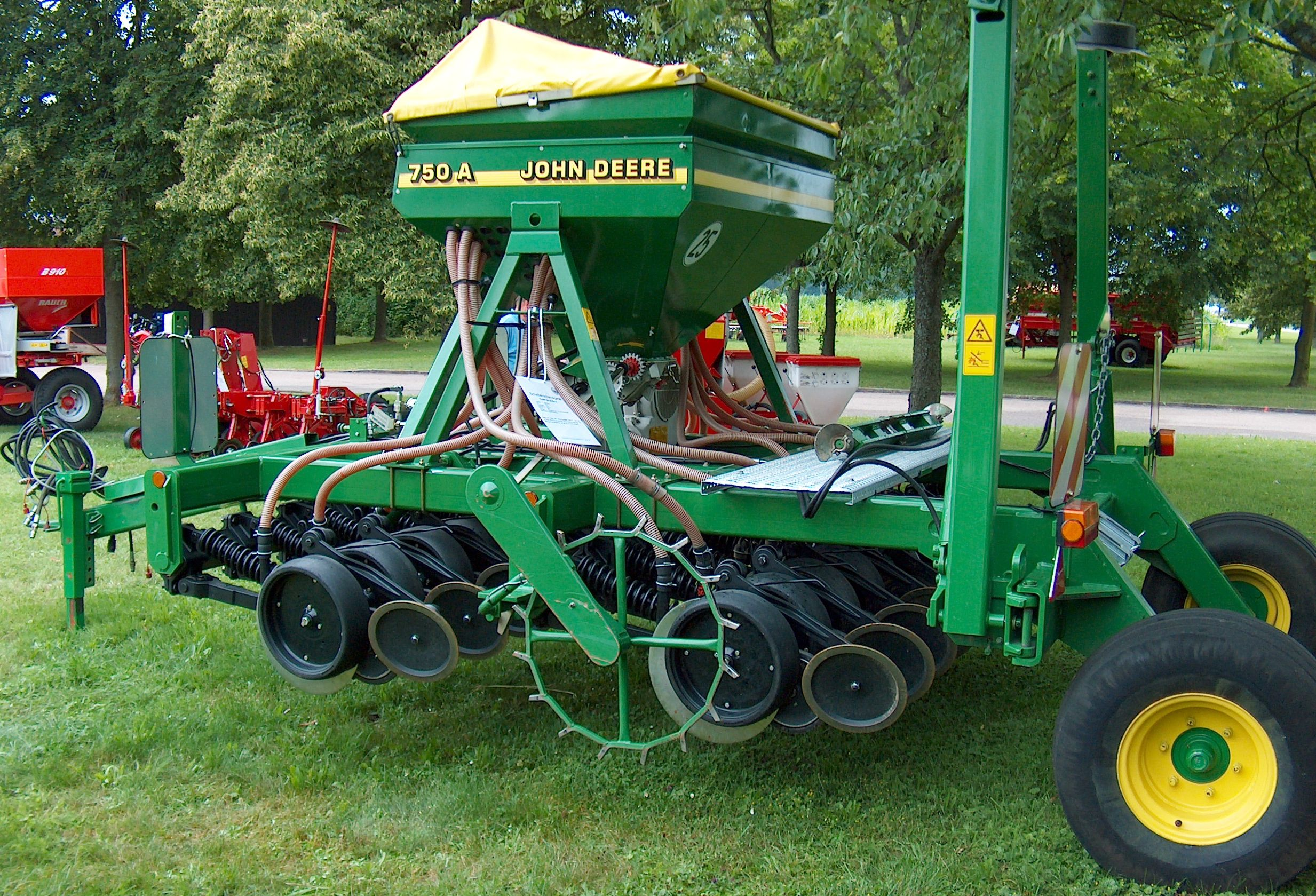
John Deere 750A для нулевой обработки почвы.

### Подготовка почвы
Хоть при постоянном использовании нулевой обработки почва не обрабатывается, но для перехода на эту систему часто приходится провести специальную обработку. Главным требованием к полю, которое обрабатывается по системе no-till, является ровная поверхность почвы, потому что лишь при условии ровной поверхности могут правильно работать специальные сеялки, иначе часть семян они будут сеять слишком глубоко или наоборот слишком мелко, что отразится на урожае. Для выравнивания поверхности используют культиваторы или другую технику.

### Пожнивные остатки
В отличие от традиционного земледелия стерня не сжигается и не закапывается в землю, солома не забирается из полей. Нетоварные остатки, например солома, после сбора урожая измельчаются до определённого размера, а потом равномерно распределяются по полю. На поверхности формируется почвозащищающее покрытие, которое противостоит водной и ветровой эрозии, обеспечивает сохранение влаги, мешает росту сорняков, содействует активизации микрофлоры грунта и является базисом для воспроизведения плодородного пласта почвы и дальнейшего повышения урожайности. Для правильного хозяйствования за системой нулевой обработки почвы нужно как можно больше мульчи. Соответственно при возделывании культур принимается во внимание не только выход товарной части, но и обработка максимального количества биомассы, например, желательно выращивать высокие, а не низкорослые сорта пшеницы, вводить в севооборот культуры с большим количеством биомассы наподобие кукурузы и т. п.

### Сев
Сев по технологии нулевой обработки почвы требует специальных сеялок, которые в отличие от традиционных, более широкозахватные, что значительно экономит горючее.

### Севооборот
Севооборот является одним из ключевых элементов системы нулевой обработки почвы, причём большая роль в севообороте отводится сидератам, которые не только улучшают грунт, но и играют важную роль в борьбе с сорняками, заменяя в этом аспекте пахоту.

### Удобрения и ядохимикаты
Удобрения и ядохимикаты в системе нулевой обработки почвы используются не менее широко, чем в традиционном современном хозяйствовании. По некоторым данным отказ от пахоты приводит к увеличению использования гербицидов и других средств защиты культурных растений.

## Преимущества
Система нулевой обработки почвы имеет ряд преимуществ сравнительно с традиционной, что основывается на пахоте:
- экономия ресурсов — горючего, удобрения, трудозатрат, времени, снижение амортизационных затрат;
- снижение затрат значительно превышает незначительное снижение урожайности и соответственно повышается рентабельность;
- появляется возможность превратить агропредприятия с большими посевными площадями в продавцов углеродных единиц и поглотителей избыточного CO2[5];
- сохранение и восстановление плодородного пласта грунта;
- снижение или же даже полное предотвращение эрозии грунтов;
- накопление влаги в грунте, что особенно актуально в условиях степи и соответственно заметное снижение зависимости урожая от погодных условий;
- увеличение урожайности культур за счёт вышеупомянутых факторов.

## Недостатки
- Система нулевой обработки непригодна на избыточно увлажнённых, заболоченных грунтах. В таких местах она может использоваться лишь при условии создания хороших дренажных систем. Соответственно на таких грунтах целесообразно или же вести сельское хозяйство традиционным образом с пахотой, или же вкладывать значительные средства в дренаж грунтов.

- Относительным недостатком системы нулевой обработки почвы есть её относительная сложность и необходимость строгого соблюдения агрокультуры. Севообороты, виды и нормы использования агроохимикатов и т. п. должны быть подобраны специально для конкретного хозяйства из учёта климата, грунтов, обычных в этой местности сорняков и вредителей, и других факторов.

- Неровные участки поверхности необходимо выравнивать, чтобы сеялки распределяли семена равномерно.

- Нулевая обработка почвы приводит к накоплению в верхних слоях патогенов и вредителей, требует активной химической защиты растений

- Нулевая обработка почвы приводит к снижению процесса нитрификации аммонийного азота, а процессы денитрификации наоборот активируются в анаэробных условиях создаваемые при нулевой обработке. Снижение нитрификации может приводить к накоплению аммония. В щелочных почвах это аммиак, который может быть токсичен для корней растений в особенности на первых неделях прорастания / развития корневой системы растений. Процессы денитрификации приводят к потери азота в виде газа (N2): NO3 — NO2 — NO — N2O -N2.